# Élections législatives de 1993 en Meurthe-et-Moselle
Les élections législatives françaises de 1993 se déroulent les 21 et 28 mars 1993. Dans le département de Meurthe-et-Moselle, sept députés sont à élire dans le cadre de sept circonscriptions.

## Élus
| Circonscription | Député sortant     | Parti | Parti     | Député élu ou réélu | Parti | Parti     |
| --------------- | ------------------ | ----- | --------- | ------------------- | ----- | --------- |
| 1re             | André Rossinot     |       | UDF (Rad) | André Rossinot      |       | UDF (Rad) |
| 2e              | Gérard Léonard     |       | RPR       | Gérard Léonard      |       | RPR       |
| 3e              | Claude Gaillard    |       | UDF (PR)  | Claude Gaillard     |       | UDF (PR)  |
| 4e              | Daniel Reiner      |       | PS        | François Guillaume  |       | RPR       |
| 5e              | Michel Dinet       |       | PS        | Aloys Geoffroy      |       | UDF (Rad) |
| 6e              | Jean-Yves Le Déaut |       | PS        | Jean-Yves Le Déaut  |       | PS        |
| 7e              | Jean-Paul Durieux  |       | PS        | Jean-Paul Durieux   |       | PS        |

## Positionnement des partis
Les candidats d'alliance RPR-UDF et divers droite se présentent sous la bannière de l'Union pour la France et ceux du Parti socialiste derrière l'Alliance des Français pour le Progrès. Par ailleurs, Les Verts et Génération écologie s'unissent sous l'étiquette Entente des écologistes.

## Résultats

### Résultats à l'échelle du département
| Parti          | Parti                                 | Premier tour | Premier tour | Second tour | Second tour | Sièges |
| Parti          | Parti                                 | Voix         | %            | Voix        | %           | Sièges |
| -------------- | ------------------------------------- | ------------ | ------------ | ----------- | ----------- | ------ |
|                | Union pour la démocratie française    | 59 118       | 20,73        | 99 697      | 35,59       | 3      |
|                | Rassemblement pour la République      | 41 586       | 14,58        | 50 328      | 17,96       | 2      |
|                | Divers droite                         | 11 344       | 3,98         |             |             | 0      |
|                | Centre national des indépendants      | 346          | 0,12         | 0           |             |        |
|                | Union pour la France                  | 112 394      | 39,40        | 150 025     | 53,55       | 5      |
|                |                                       |              |              |             |             |        |
|                | Parti socialiste                      | 57 239       | 20,07        | 130 139     | 46,45       | 2      |
|                | Divers gauche (Maj. prés.)            | 1 682        | 0,59         |             |             | 0      |
|                | Alliance des Français pour le progrès | 58 921       | 20,66        | 130 139     | 46,45       | 2      |
|                |                                       |              |              |             |             |        |
|                | Les Verts                             | 8 995        | 3,15         |             |             | 0      |
|                | Génération écologie                   | 7 844        | 2,75         | 0           |             |        |
|                | Entente des écologistes               | 16 839       | 5,90         |             |             | 0      |
|                |                                       |              |              |             |             |        |
|                | Front national                        | 37 756       | 13,24        |             |             | 0      |
|                | Parti communiste français             | 23 610       | 8,28         | 0           |             |        |
|                | Divers dont PLN                       | 15 838       | 5,55         | 0           |             |        |
|                | Divers écologiste dont LT-LNÉ         | 11 194       | 3,92         | 0           |             |        |
|                | Extrême gauche dont LCR, LO et SÉGA   | 8 528        | 2,99         | 0           |             |        |
|                | Extrême droite                        | 165          | 0,06         | 0           |             |        |
|                |                                       |              |              |             |             |        |
| Inscrits       | Inscrits                              | 470 302      | 100,00       | 470 249     | 100,00      | 7      |
| Abstentions    | Abstentions                           | 168 033      | 35,73        | 165 511     | 35,2        |        |
| Votants        | Votants                               | 302 269      | 64,27        | 304 738     | 64,8        |        |
| Blancs et nuls | Blancs et nuls                        | 17 024       | 5,63         | 24 574      | 8,06        |        |
| Exprimés       | Exprimés                              | 285 245      | 94,37        | 280 164     | 91,94       |        |

### Résultats par circonscription

#### Première circonscription (Nancy-Est)
| Candidat       | Candidat                     | Parti          | Premier tour | Premier tour | Second tour | Second tour |  |
| Candidat       | Candidat                     | Parti          | Voix         | %            | Voix        | %           |  |
| -------------- | ---------------------------- | -------------- | ------------ | ------------ | ----------- | ----------- |  |
|                | André Rossinot sortant réélu | UDF (Rad)      | 13 854       | 45,99        | 17 642      | 62,44       |  |
|                | Jean-Jacques Guyot           | PS (ADFP)      | 4 619        | 15,33        | 10 614      | 37,56       |  |
|                | Jean-Claude Bardet           | FN             | 4 037        | 13,4         |             |             |  |
|                | Claude Blondeau              | GÉ (EÉ)        | 2 582        | 8,57         |             |             |  |
|                | Michel Roussel               | Divers         | 1 382        | 4,59         |             |             |  |
|                | Colette Spiess               | LT-LNÉ         | 1 048        | 3,48         |             |             |  |
|                | Marc Benoit                  | PCF            | 1 014        | 3,37         |             |             |  |
|                | Jean-Paul Mougel             | SÉGA           | 957          | 3,18         |             |             |  |
|                | Jacques Decoupy              | LO             | 632          | 2,1          |             |             |  |
|                |                              |                |              |              |             |             |  |
| Inscrits       | Inscrits                     | Inscrits       | 50 918       | 100,00       | 50 918      | 100,00      |  |
| Abstentions    | Abstentions                  | Abstentions    | 19 354       | 38,01        | 20 381      | 40,03       |  |
| Votants        | Votants                      | Votants        | 31 564       | 61,99        | 30 537      | 59,97       |  |
| Blancs et nuls | Blancs et nuls               | Blancs et nuls | 1 439        | 4,56         | 2 281       | 7,47        |  |
| Exprimés       | Exprimés                     | Exprimés       | 30 125       | 95,44        | 28 256      | 92,53       |  |

#### Deuxième circonscription (Vandoeuvre-lès-Nancy)
| Candidat       | Candidat                     | Parti             | Premier tour | Premier tour | Second tour | Second tour |  |
| Candidat       | Candidat                     | Parti             | Voix         | %            | Voix        | %           |  |
| -------------- | ---------------------------- | ----------------- | ------------ | ------------ | ----------- | ----------- |  |
|                | Gérard Léonard sortant réélu | RPR (UPF)         | 18 629       | 40,74        | 26 500      | 59,7        |  |
|                | René Mangin                  | PS (ADFP)         | 7 770        | 16,99        | 17 891      | 40,3        |  |
|                | Jean-Pierre Pelot            | FN                | 5 963        | 13,04        |             |             |  |
|                | Isabelle Epron               | Les Verts (EÉ)    | 2 915        | 6,38         |             |             |  |
|                | Jacques Bristiel             | Divers            | 2 628        | 5,75         |             |             |  |
|                | Claude Baumann               | PCF               | 2 559        | 5,6          |             |             |  |
|                | Jean-Yves Klos               | Divers écologiste | 1 803        | 3,94         |             |             |  |
|                | Jean-Pierre Noirtin          | Divers droite     | 1 063        | 2,32         |             |             |  |
|                | Ariette Leboime              | LT-LNÉ            | 1 017        | 2,22         |             |             |  |
|                | Christiane Nimsgern          | LO                | 870          | 1,9          |             |             |  |
|                | Fabienne Marchal             | LCR               | 340          | 0,74         |             |             |  |
|                | Valérie Bouyer               | AP                | 165          | 0,36         |             |             |  |
|                |                              |                   |              |              |             |             |  |
| Inscrits       | Inscrits                     | Inscrits          | 75 065       | 100,00       | 75 053      | 100,00      |  |
| Abstentions    | Abstentions                  | Abstentions       | 26 820       | 35,73        | 26 832      | 35,75       |  |
| Votants        | Votants                      | Votants           | 48 245       | 64,27        | 48 221      | 64,25       |  |
| Blancs et nuls | Blancs et nuls               | Blancs et nuls    | 2 523        | 5,23         | 3 830       | 7,94        |  |
| Exprimés       | Exprimés                     | Exprimés          | 45 722       | 94,77        | 44 391      | 92,06       |  |

#### Troisième circonscription (Nancy-Ouest)
| Candidat       | Candidat                      | Parti          | Premier tour | Premier tour | Second tour | Second tour |  |
| Candidat       | Candidat                      | Parti          | Voix         | %            | Voix        | %           |  |
| -------------- | ----------------------------- | -------------- | ------------ | ------------ | ----------- | ----------- |  |
|                | Claude Gaillard sortant réélu | UDF (PR)       | 15 184       | 42,67        | 20 010      | 59,27       |  |
|                | Jean-François Grandbastien    | PS (ADFP)      | 6 555        | 18,42        | 13 749      | 40,73       |  |
|                | Gérard Bargoin                | FN             | 4 388        | 12,33        |             |             |  |
|                | Daniel Peytoureau             | GÉ (EÉ)        | 3 129        | 8,79         |             |             |  |
|                | Claude Wild                   | PCF            | 2 505        | 7,04         |             |             |  |
|                | Patrick Drie                  | Divers         | 1 731        | 4,86         |             |             |  |
|                | Marianne Ksikisse             | LT-LNÉ         | 1 177        | 3,31         |             |             |  |
|                | Dominique Barbin              | LO             | 831          | 2,34         |             |             |  |
|                | Elisabeth Souvay              | PLN            | 88           | 0,25         |             |             |  |
|                |                               |                |              |              |             |             |  |
| Inscrits       | Inscrits                      | Inscrits       | 59 340       | 100,00       | 59 338      | 100,00      |  |
| Abstentions    | Abstentions                   | Abstentions    | 21 995       | 37,07        | 23 053      | 38,85       |  |
| Votants        | Votants                       | Votants        | 37 345       | 62,93        | 36 285      | 61,15       |  |
| Blancs et nuls | Blancs et nuls                | Blancs et nuls | 1 757        | 4,7          | 2 526       | 6,96        |  |
| Exprimés       | Exprimés                      | Exprimés       | 35 588       | 95,3         | 33 759      | 93,04       |  |

#### Quatrième circonscription (Lunéville)
| Candidat       | Candidat               | Parti          | Premier tour | Premier tour | Second tour | Second tour |  |
| Candidat       | Candidat               | Parti          | Voix         | %            | Voix        | %           |  |
| -------------- | ---------------------- | -------------- | ------------ | ------------ | ----------- | ----------- |  |
|                | François Guillaume élu | RPR (UPF)      | 14 548       | 30,93        | 23 828      | 52,64       |  |
|                | Daniel Reiner sortant  | PS (ADFP)      | 9 384        | 19,95        | 21 440      | 47,36       |  |
|                | Jean-Claude de Sars    | FN             | 6 830        | 14,52        |             |             |  |
|                | Jean-Pierre Latscha    | diss. UDF      | 4 562        | 9,7          |             |             |  |
|                | Maurice Villaume       | PCF            | 3 729        | 7,93         |             |             |  |
|                | Dominique Marin        | Divers         | 2 845        | 6,05         |             |             |  |
|                | Clément Wittmann       | Les Verts (EÉ) | 2 118        | 4,5          |             |             |  |
|                | Jacques Broschart      | LT-LNÉ         | 1 787        | 3,8          |             |             |  |
|                | Étienne Hodara         | LO             | 1 226        | 2,61         |             |             |  |
|                |                        |                |              |              |             |             |  |
| Inscrits       | Inscrits               | Inscrits       | 75 473       | 100,00       | 75 457      | 100,00      |  |
| Abstentions    | Abstentions            | Abstentions    | 25 398       | 33,65        | 25 344      | 33,59       |  |
| Votants        | Votants                | Votants        | 50 075       | 66,35        | 50 113      | 66,41       |  |
| Blancs et nuls | Blancs et nuls         | Blancs et nuls | 3 046        | 6,08         | 4 845       | 9,67        |  |
| Exprimés       | Exprimés               | Exprimés       | 47 029       | 93,92        | 45 268      | 90,33       |  |

#### Cinquième  circonscription (Toul)
| Candidat       | Candidat             | Parti          | Premier tour | Premier tour | Second tour | Second tour |  |
| Candidat       | Candidat             | Parti          | Voix         | %            | Voix        | %           |  |
| -------------- | -------------------- | -------------- | ------------ | ------------ | ----------- | ----------- |  |
|                | Michel Dinet sortant | PS (ADFP)      | 11 089       | 25,89        | 21 159      | 48,93       |  |
|                | Aloys Geoffroy élu   | UDF (Rad)      | 9 050        | 21,13        | 22 086      | 51,07       |  |
|                | Éric Germain         | RPR            | 8 409        | 19,63        | Retrait     | Retrait     |  |
|                | Robert Davion        | FN             | 5 599        | 13,07        |             |             |  |
|                | Alain Guérin         | Divers         | 2 433        | 5,68         |             |             |  |
|                | Danièle Louis        | GÉ (EÉ)        | 2 133        | 4,98         |             |             |  |
|                | Bernard Seirolle     | PCF            | 1 605        | 3,75         |             |             |  |
|                | Madeleine Dautel     | LT-LNÉ         | 1 141        | 2,66         |             |             |  |
|                | Marc Colin           | Divers         | 842          | 1,97         |             |             |  |
|                | Louis Delagarde      | Divers droite  | 536          | 1,25         |             |             |  |
|                |                      |                |              |              |             |             |  |
| Inscrits       | Inscrits             | Inscrits       | 66 314       | 100,00       | 66 309      | 100,00      |  |
| Abstentions    | Abstentions          | Abstentions    | 21 066       | 31,77        | 19 921      | 30,04       |  |
| Votants        | Votants              | Votants        | 45 248       | 68,23        | 46 388      | 69,96       |  |
| Blancs et nuls | Blancs et nuls       | Blancs et nuls | 2 411        | 5,33         | 3 143       | 6,78        |  |
| Exprimés       | Exprimés             | Exprimés       | 42 837       | 94,67        | 43 245      | 93,22       |  |

#### Sixième circonscription (Briey - Pont-à-Mousson)
| Candidat       | Candidat                         | Parti          | Premier tour | Premier tour | Second tour | Second tour |  |
| Candidat       | Candidat                         | Parti          | Voix         | %            | Voix        | %           |  |
| -------------- | -------------------------------- | -------------- | ------------ | ------------ | ----------- | ----------- |  |
|                | Patrick François                 | UDF (PR)       | 11 643       | 26,48        | 20 672      | 45,73       |  |
|                | Jean-Yves Le Déaut sortant réélu | PS (ADFP)      | 9 768        | 22,21        | 24 531      | 54,27       |  |
|                | Jeannine Massart                 | FN             | 5 597        | 12,73        |             |             |  |
|                | Michel Gilles                    | PCF            | 4 219        | 9,59         |             |             |  |
|                | Colette Goeuriot                 | SÉGA           | 2 687        | 6,11         |             |             |  |
|                | Roland Mentré                    | Divers droite  | 2 449        | 5,57         |             |             |  |
|                | Bernard Daniel                   | Divers         | 2 325        | 5,29         |             |             |  |
|                | Daniel Bourguignon               | Les Verts (EÉ) | 2 178        | 4,95         |             |             |  |
|                | Lucien Dassule                   | LT-LNÉ         | 1 528        | 3,47         |             |             |  |
|                | Jean-Jacques Lacarrère           | LO             | 985          | 2,24         |             |             |  |
|                | Gérard Chol                      | Divers droite  | 594          | 1,35         |             |             |  |
|                |                                  |                |              |              |             |             |  |
| Inscrits       | Inscrits                         | Inscrits       | 73 601       | 100,00       | 73 594      | 100,00      |  |
| Abstentions    | Abstentions                      | Abstentions    | 26 323       | 35,76        | 24 399      | 33,15       |  |
| Votants        | Votants                          | Votants        | 47 278       | 64,24        | 49 195      | 66,85       |  |
| Blancs et nuls | Blancs et nuls                   | Blancs et nuls | 3 305        | 6,99         | 3 992       | 8,11        |  |
| Exprimés       | Exprimés                         | Exprimés       | 43 973       | 93,01        | 45 203      | 91,89       |  |

#### Septième circonscription (Villerupt)
| Candidat       | Candidat                        | Parti          | Premier tour | Premier tour | Second tour | Second tour |  |
| Candidat       | Candidat                        | Parti          | Voix         | %            | Voix        | %           |  |
| -------------- | ------------------------------- | -------------- | ------------ | ------------ | ----------- | ----------- |  |
|                | André Ferrari                   | UDF (Rad)      | 9 387        | 23,48        | 19 287      | 48,17       |  |
|                | Jean-Paul Durieux sortant réélu | PS (ADFP)      | 8 054        | 20,15        | 20 755      | 51,83       |  |
|                | Alain Casoni                    | PCF            | 7 979        | 19,96        |             |             |  |
|                | Jacques Marchal                 | FN             | 5 342        | 13,36        |             |             |  |
|                | Jean-Luc André                  | diss. RPR      | 2 140        | 5,35         |             |             |  |
|                | Alexandre Bardelli              | Les Verts (EÉ) | 1 784        | 4,46         |             |             |  |
|                | Gérard Julet                    | LT-LNÉ         | 1 693        | 4,24         |             |             |  |
|                | Pierre Mersch                   | Divers gauche  | 1 682        | 4,21         |             |             |  |
|                | Marc Rennie                     | Divers         | 1 564        | 3,91         |             |             |  |
|                | Daniel Lallemant                | CNIP           | 346          | 0,87         |             |             |  |
|                |                                 |                |              |              |             |             |  |
| Inscrits       | Inscrits                        | Inscrits       | 69 591       | 100,00       | 69 580      | 100,00      |  |
| Abstentions    | Abstentions                     | Abstentions    | 27 077       | 38,91        | 25 581      | 36,76       |  |
| Votants        | Votants                         | Votants        | 42 514       | 61,09        | 43 999      | 63,24       |  |
| Blancs et nuls | Blancs et nuls                  | Blancs et nuls | 2 543        | 5,98         | 3 957       | 8,99        |  |
| Exprimés       | Exprimés                        | Exprimés       | 39 971       | 94,02        | 40 042      | 91,01       |  |